# Monprimblanc
Monprimblanc (Mont Primblan en gascon) est une commune du Sud-Ouest de la France, située dans le département de la Gironde (région Nouvelle-Aquitaine).
Ses habitants sont appelés les Monprimblannais.

## Géographie

### Localisation
La commune est située au cœur de l'Entre-deux-Mers, à 41 km au sud-est de Bordeaux, chef-lieu du département, à 12 km au nord de Langon, chef-lieu d'arrondissement et à 6 km à l'est de Cadillac, chef-lieu de canton.

### Communes limitrophes
Les communes limitrophes sont Donzac au nord, Saint-Germain-de-Grave à l'est, Semens au sud-est sur environ 500 m., Gabarnac au sud et Loupiac à l'ouest.
|         | Donzac       |                        |
| Loupiac | Monprimblanc | Saint-Germain-de-Grave |
|         | Gabarnac     | Semens                 |

### Climat
Pour des articles plus généraux, voir Climat de la Nouvelle-Aquitaine et Climat de la Gironde.
Historiquement, la commune est exposée à un climat océanique aquitain.  
En 2020, Météo-France publie une typologie des climats de la France métropolitaine dans laquelle la commune est exposée à un climat océanique et est dans la région climatique  Aquitaine, Gascogne, caractérisée par une pluviométrie abondante au printemps, modérée en automne, un faible ensoleillement au printemps, un été chaud (19,5 °C), des vents faibles, des brouillards fréquents en automne et en hiver et des orages fréquents en été (15 à 20 jours).
Pour la période 1971-2000, la température annuelle moyenne est de 12,2 °C, avec une amplitude thermique annuelle de 15,3 °C. Le cumul annuel moyen de précipitations est de 840 mm, avec 11,8 jours de précipitations en janvier et 6,5 jours en juillet. Pour la période 1991-2020, la température moyenne annuelle observée sur la station météorologique la plus proche, située sur la commune de Saint-Sulpice-de-Pommiers à 12 km à vol d'oiseau, est de 13,8 °C et le cumul annuel moyen de précipitations est de 764,8 mm,. Pour l'avenir, les paramètres climatiques de la commune estimés pour 2050 selon différents scénarios d'émission de gaz à effet de serre sont consultables sur un site dédié publié par Météo-France en novembre 2022.

## Urbanisme

### Typologie
Au 1er janvier 2024, Monprimblanc est catégorisée commune rurale à habitat dispersé, selon la nouvelle grille communale de densité à sept niveaux définie par l'Insee en 2022.
Elle est située hors unité urbaine et hors attraction des villes,.

### Occupation des sols

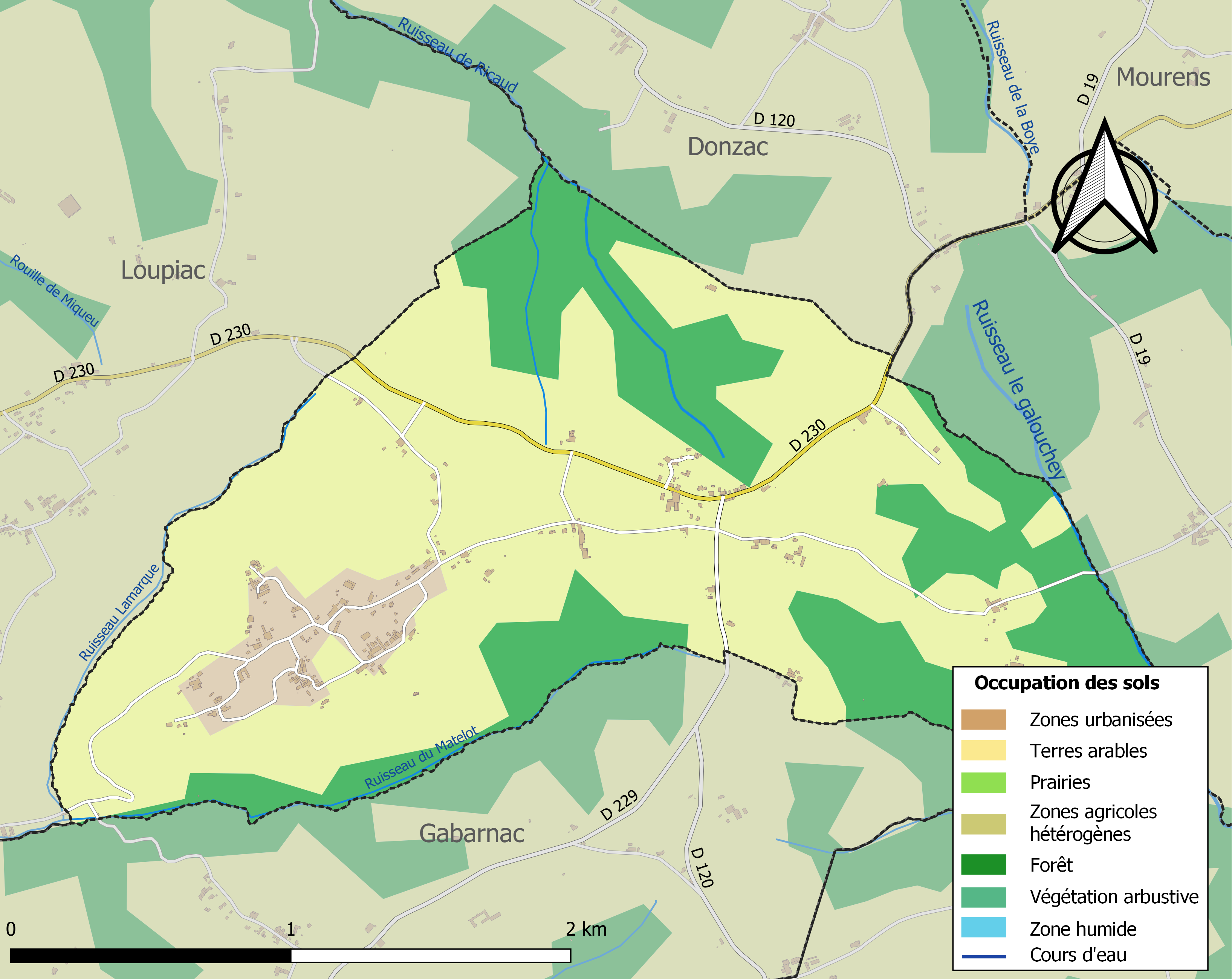
Carte des infrastructures et de l'occupation des sols de la commune en 2018 (CLC).

L'occupation des sols de la commune, telle qu'elle ressort de la base de données européenne d’occupation biophysique des sols Corine Land Cover (CLC), est marquée par l'importance des territoires agricoles (65,9 % en 2018), en diminution par rapport à 1990 (71,9 %). La répartition détaillée en 2018 est la suivante : 
cultures permanentes (65,9 %), forêts (28,6 %), zones urbanisées (5,5 %). L'évolution de l’occupation des sols de la commune et de ses infrastructures peut être observée sur les différentes représentations cartographiques du territoire : la carte de Cassini (XVIIIe siècle), la carte d'état-major (1820-1866) et les cartes ou photos aériennes de l'IGN pour la période actuelle (1950 à aujourd'hui).

### Voies de communication et transports
Les principales voies de communication routière qui traversent la commune sont la route départementale D230, d'intérêt local, qui mène au nord-est vers Mourens et à l'ouest vers Cadillac-sur-Garonne et la route départementale D229 qui commence dans le bourg à partir de cette D230 et mène au sud vers Sainte-Croix-du-Mont et la route départementale D10 qui, elle, conduit vers Saint-Macaire au sud-est.

L'autoroute la plus proche est la A62 (Bordeaux-Toulouse) dont l'accès  3 Langon est distant de 13 km vers le sud.

L'accès  Bazas à l'autoroute A65 (Langon-Pau) se situe à 25 km vers le sud-ouest.
La gare SNCF la plus proche est celle, distante de 12 km vers le sud, de Langon sur la Bordeaux-Sète du TER Nouvelle-Aquitaine.

### Risques majeurs
Le territoire de la commune de Monprimblanc est vulnérable à différents aléas naturels : météorologiques (tempête, orage, neige, grand froid, canicule ou sécheresse), inondations et séisme (sismicité très faible). Un site publié par le BRGM permet d'évaluer simplement et rapidement les risques d'un bien localisé soit par son adresse soit par le numéro de sa parcelle.
La commune a été reconnue en état de catastrophe naturelle au titre des dommages causés par les inondations et coulées de boue survenues en 1982, 1983, 1999, 2009 et 2020,.

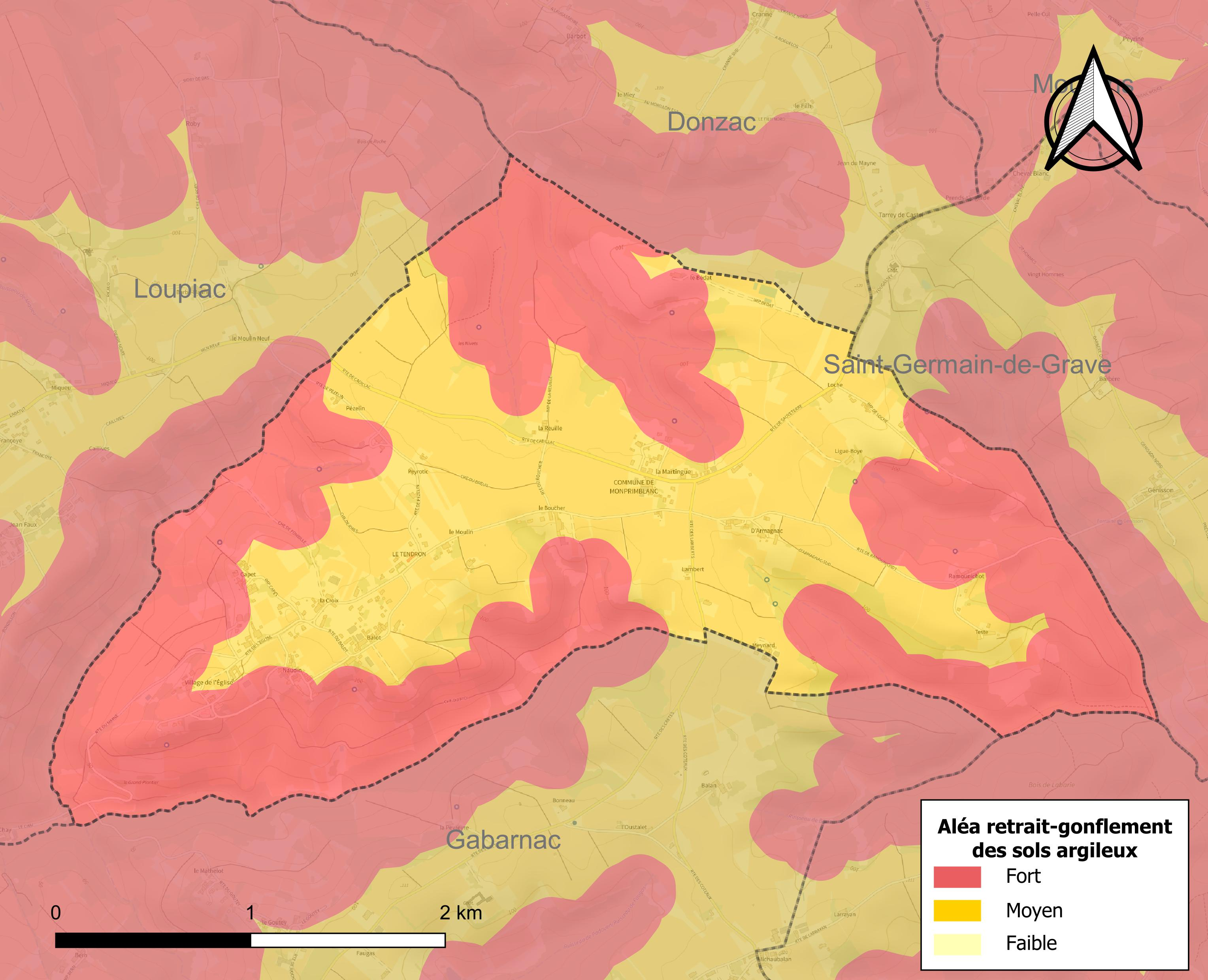
Carte des zones d'aléa retrait-gonflement des sols argileux de Monprimblanc.

Le retrait-gonflement des sols argileux est susceptible d'engendrer des dommages importants aux bâtiments en cas d’alternance de périodes de sécheresse et de pluie. La totalité de la commune est en aléa moyen ou fort (67,4 % au niveau départemental et 48,5 % au niveau national). Sur les 153 bâtiments dénombrés sur la commune en 2019, 153 sont en aléa moyen ou fort, soit 100 %, à comparer aux 84 % au niveau départemental et 54 % au niveau national. Une cartographie de l'exposition du territoire national au retrait gonflement des sols argileux est disponible sur le site du BRGM,.
Par ailleurs, afin de mieux appréhender le risque d’affaissement de terrain, l'inventaire national des cavités souterraines permet de localiser celles situées sur la commune.
Concernant les mouvements de terrains, la commune a été reconnue en état de catastrophe naturelle au titre des dommages causés par des mouvements de terrain en 1999.

## Toponymie
Le nom vient du latin montem Primulanum "mont de Primulus" > *mont Primlan (disparition des finales muettes et du u bref) > *mont Primblan (dissimilation).

## Histoire
À la Révolution, la paroisse de Saint-Jean de Monprinblanc (sic) forme la commune de Monprinblanc.

## Politique et administration
| Période                                  | Période  | Identité        | Étiquette | Qualité     |
| ---------------------------------------- | -------- | --------------- | --------- | ----------- |
| Les données manquantes sont à compléter. |          |                 |           |             |
| 2001                                     | 2008     | Laurent Assercq |           |             |
| 2008                                     | En cours | Hervé David     |           | Agriculteur |

## Démographie
L'évolution du nombre d'habitants est connue à travers les recensements de la population effectués dans la commune depuis 1793. Pour les communes de moins de 10 000 habitants, une enquête de recensement portant sur toute la population est réalisée tous les cinq ans, les populations de référence des années intermédiaires étant quant à elles estimées par interpolation ou extrapolation. Pour la commune, le premier recensement exhaustif entrant dans le cadre du nouveau dispositif a été réalisé en 2005.

En 2022, la commune comptait 278 habitants, en évolution de −4,79 % par rapport à 2016 (Gironde : +6,91 %, France hors Mayotte : +2,11 %).
| 1793 | 1800 | 1806 | 1821 | 1831 | 1836 | 1841 | 1846 | 1851 |
| ---- | ---- | ---- | ---- | ---- | ---- | ---- | ---- | ---- |
| 401  | 378  | 405  | 384  | 365  | 417  | 412  | 407  | 372  |

| 1856 | 1861 | 1866 | 1872 | 1876 | 1881 | 1886 | 1891 | 1896 |
| ---- | ---- | ---- | ---- | ---- | ---- | ---- | ---- | ---- |
| 364  | 367  | 382  | 403  | 392  | 378  | 330  | 363  | 375  |

| 1901 | 1906 | 1911 | 1921 | 1926 | 1931 | 1936 | 1946 | 1954 |
| ---- | ---- | ---- | ---- | ---- | ---- | ---- | ---- | ---- |
| 365  | 354  | 328  | 324  | 344  | 331  | 335  | 321  | 318  |

| 1962 | 1968 | 1975 | 1982 | 1990 | 1999 | 2005 | 2006 | 2010 |
| ---- | ---- | ---- | ---- | ---- | ---- | ---- | ---- | ---- |
| 320  | 330  | 275  | 250  | 257  | 276  | 276  | 272  | 278  |

| 2015 | 2020 | 2022 | - | - | - | - | - | - |
| ---- | ---- | ---- | - | - | - | - | - | - |
| 290  | 281  | 278  | - | - | - | - | - | - |

## Lieux et monuments
- L'église Saint-Jean-Baptiste, en forme de croix latine, a été initialement construite au XIIe siècle et en a conservé le chœur et la nef ; une chapelle méridionale a été ajoutée au XVIIe, la sacristie a été ajoutée et la nef transformée au XVIIIe et le clocher et la chapelle nord ajoutés à la fin du XIXe ; L'abside est inscrite à l'inventaire des monuments historiques depuis 1981[27].

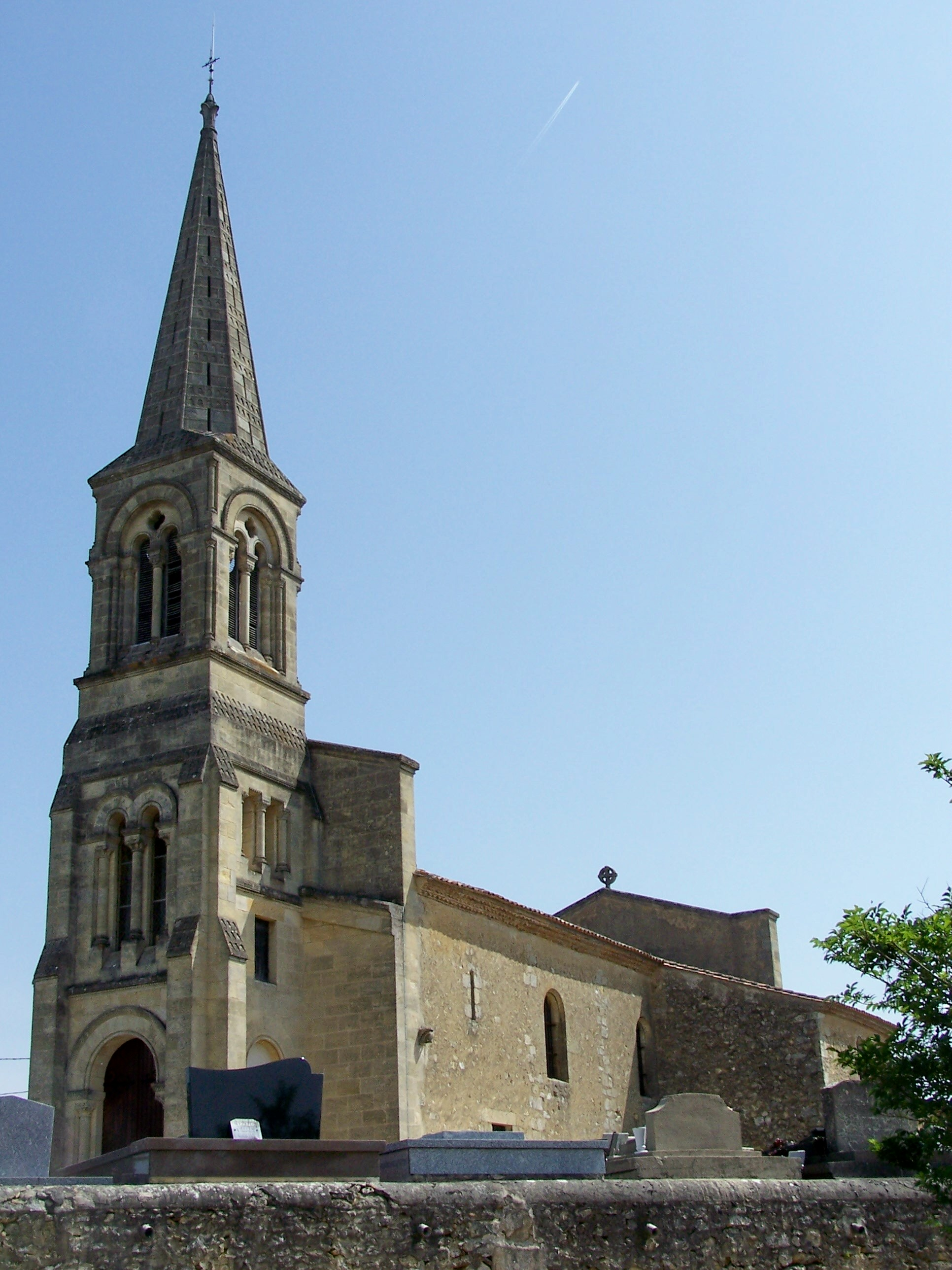
L'église Saint-Jean-Baptiste (mai 2009)
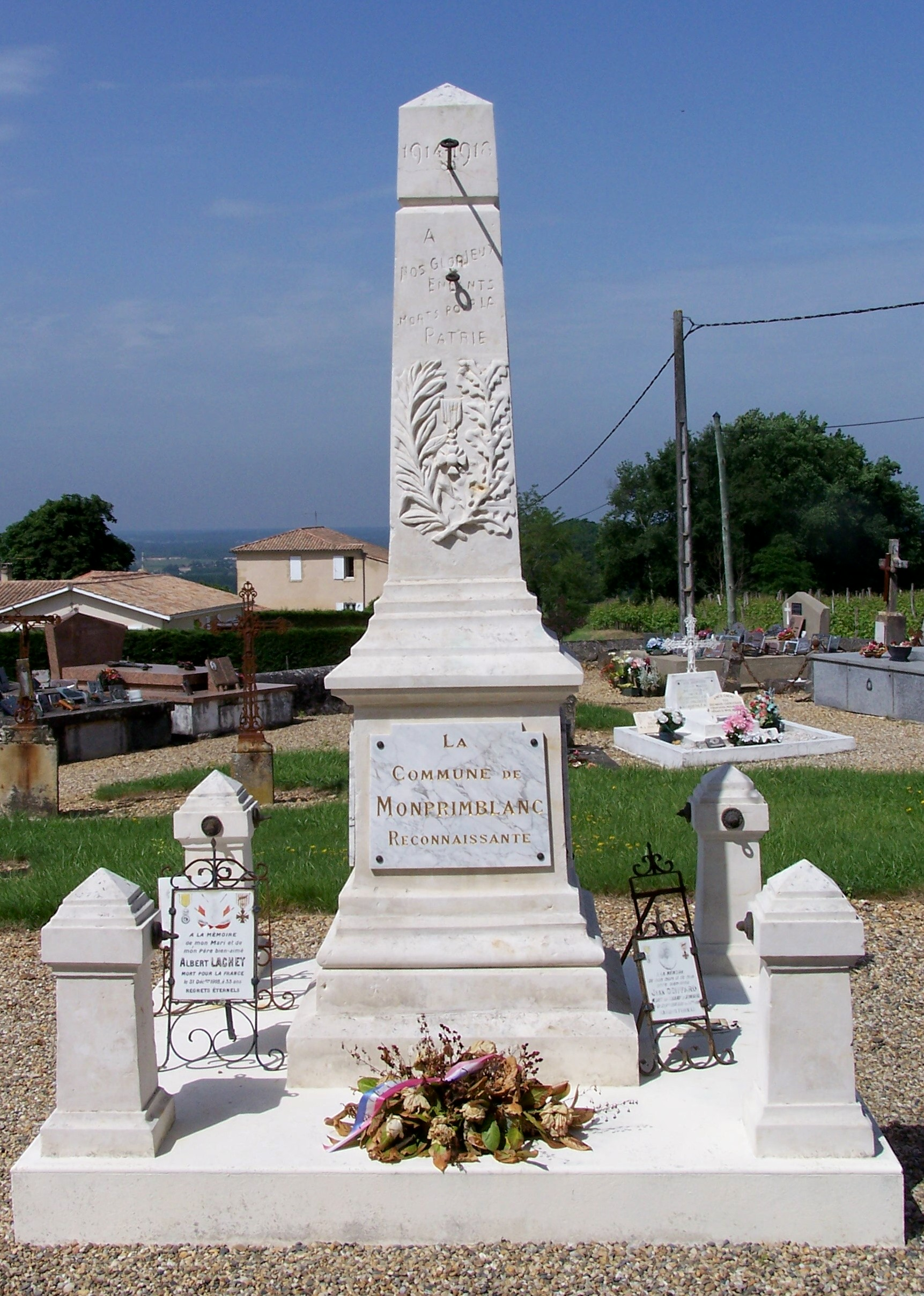
Le monument aux morts devant l'église (mai 2009)